# Вулиця Василіянська (Замостя)
Вулиця Василіянська (пол. Ulica Bazyliańska) — вулиця з одностороннім рухом у старій частині міста Замостя в Польщі, одночасно найдовша серед вулиць Старого Міста.

## Історія
Давніше ця вулиця була коротшою та обмеженою монастирем василіян з півдня (нині вулиця Людвіка Заменгофа) на північ.

## Назва
У 1591 році поперечна вулиця не мала назви, а сучасна виникла в другій половині XVIII ст. На переломі XIX і XX століть вулиця мала назву Васильковська (від імені Василь). Назва походить від монастиря василіян, який стояв на півдні перед вулицею.

## Сучасність
Вулиця Василіянська проходить у східній частині Старого Міста. На півночі виводить на одну із найбільших площ міста (площа М. Стефанідеса), а на її південному кінці розміщений каземат (фрагмент давньої фортеці). По вулиці розміщені такі об'єкти як синагога (давніше була тут публічна бібліотека), кам'яниця «Дім центральний», костел (спочатку — церква) святого Миколая та багато інших давніх кам'яниць.